# Antongilus cribrifrons
Antongilus cribrifrons är en skalbaggsart som beskrevs av Miłosz A. Mazur 1993. Antongilus cribrifrons ingår i släktet Antongilus och familjen stumpbaggar. Inga underarter finns listade i Catalogue of Life.